# Магне Фуругольмен
Магне «Магс» Фуругольмен (норв. Magne Furuholmen, *1 листопада 1962, Осло) — норвезький клавішник і гітарист норвезького гурту A-Ha.

## Біографія
Магне народився в Манглеруді, переважно робітничому районі Осло, у родині вчительки і музиканта. Батько — Коре Фуругольмен — грав на трубі в ансамблі «Bent Solve's Ochestra». 1967 року Коре Фуругольмен загинув в авіакатастрофі над Драмменом разом з усією групою. Незабаром його мати Аннелізе одружилася вдруге, народила доньку і двох синів. З новою сім'єю у Магса не було проблем, мати і дід допомагали йому осягати музику.
У віці 10 років Магне познайомився з Полом Воктором, з яким швидко подружився. У сьомому класі Магс почав захоплюватися музикою, слухав таких виконавців як Дженіс Джоплін, Джимі Гендрікс і The Doors. У школі вчився середньо і без особливого інтересу, закінчив гімназію. Потім з Полом вони створили свою першу групу «Bridges» і записали цілий альбом «Fakkeltog», а потім вирушили до Лондона. Пробувши в столиці Великої Британії вісім місяців, вони, витративши всі свої заощадження, розчаровані, повернулися на батьківщину.
На початку 1983 року друзі запропонували Мортенові Гаркету приєднатися до них як вокалісту, і той погодився. Так народився гурт «a-ha», перший успіх до якого прийшов після зустрічі із продюсером Джоном Реткліффом 1985 року.
Випуск синглу «Shapes That Go Together» 1994 року поставив символічну крапку на певному етапі творчості гурту a-ha. Почали виникати конфлікти всередині колективу, з'явилися й розбіжності зі звукозаписною компанією. Магне зайнявся власними справами: почав приділяти основну увагу живопису та скульптурі, влаштовуючи виставки в престижних музеях. Крім того, під ім'ям Timbresound він 1994 року зі своїм другом К'єтілом Беркестрандом записав інструментальний саундтрек-альбом до фільму «Ten Knives In The Heart». В подальшому проєкт видав два альбоми.
1998 року a-ha знову зібралися разом. Магне Фуругольмен брав участь у запису усіх наступних альбомів, допоки 15 жовтня 2009 року a-ha офіційно оголосили про плановий розпад гурту після закінчення гастрольного турне «Ending on a high note» (укр. «Прощання на високій ноті») у грудні 2010 року 1, 2, 3 числа в Осло 14 червня 2010 року гурт представив прощальний сингл «Butterfly, Butterfly (The Last Hurrah)», який увійде до альбому «25 (компіляція найкращих пісень)».
Під час прощального туру a-ha виступили зокрема в Києві 4 листопада 2010 року в Міжнародному виставковому центрі. Першою музиканти виконали пісню «The Sun Always Shines On T.V.», заключною стала «The Living Daylights», а наостанок як бонус прозвучала «Take On Me».

## Дискографія

### a-ha
| Рік  | Назва                             | Лейбл                 |
| ---- | --------------------------------- | --------------------- |
| 1985 | Hunting High and Low              | Warner Bros. Records  |
| 1986 | Scoundrel Days                    | Warner Bros. Records  |
| 1988 | Stay on These Roads               | Warner Bros. Records  |
| 1990 | East of the Sun, West of the Moon | Warner Bros. Records  |
| 1993 | Memorial Beach                    | Warner Bros. Records  |
| 2000 | Minor Earth Major Sky             | Warner Bros. Records  |
| 2002 | Lifelines                         | Warner Bros. Records  |
| 2005 | Analogue                          | Universal Music Group |
| 2009 | Foot of the Mountain              | Universal Music Group |
| 2015 | Cast in Steel                     |                       |

### Сольний проєкт
Magne Furuholmen 2019 White Xmas Lies
| Рік  | Назва                                    | Лейбл        |
| ---- | ---------------------------------------- | ------------ |
| 2004 | Past Perfect Future Tense                | Passionfruit |
| 2008 | A Dot of Black in the Blue of Your Bliss | Genepool     |

### Apparatjik
| Рік  | Назва       | Лейбл                    |
| ---- | ----------- | ------------------------ |
| 2010 | We Are Here | Meta Merge Un Recordings |